# エミーリエ・スネトラーゲ
エミーリエ・スネトラーゲ（Maria Emilie Snethlage、1868年4月13日 – 1929年11月25日）はドイツ生まれで、ブラジルで働いた博物学者、鳥類学者である。

## 略歴
プロイセンのクラーツ（現在のグランゼーの一部）で生まれた。牧師である父親から家庭で教育を受け、ガヴァネス（女家庭教師）として働いた後、ベルリン自然史博物館の動物学部門の助手として働いた。博物館の鳥類学者、ライヒェナウ（Anton Reichenow）の推薦で、ブラジルのベレンの自然史博物館（後にMuseu Paraense Emílio Goeldi:エミリオ・ゴエルジ・パラー博物館と改名される）の館長、エミール・ゲルディに研究者として雇われ、ブラジルに渡った。
1914年に"Catálogo das Aves Amazônicas" （「アマゾンの鳥類目録」）を執筆し、1914年から1922年の間、エミリオ・ゴエルジ・パラー博物館の館長を務めた。1915年にイギリス鳥学会の名誉会員に選ばれた。1921年にリオ·デ·ジャネイロのブラジル国立博物館の"naturalista viajante"（野外研究員）となった。ミナスジェライス州、マラニョン州、セアラー州、エスピリトサント州、サンタカタリーナ州、パラナ州、サンパウロ州、アマゾン地域のフィールド調査を行い、ブラジルの鳥類相の彼女の研究を続けた。フィールド調査中のマデイラ川のポルト・ヴェーリョで、心不全のため没した。
インコ科の鳥類、Pyrrhura snethlageae（Pyrrhura amazonumのシノニム）に献名された。